# Џенива (Охајо)
Џенива (енгл. Geneva) град је у америчкој савезној држави Охајо.

## Демографија
По попису из 2010. године број становника је 6.215, што је 380 (-5,8%) становника мање него 2000. године.
| Група             | 2000.         | 2010.         |
| Белци             | 6.044 (91,6%) | 5.659 (91,1%) |
| Афроамериканци    | 76 (1,2%)     | 103 (1,7%)    |
| Азијати           | 16 (0,2%)     | 32 (0,5%)     |
| Хиспаноамериканци | 392 (5,9%)    | 341 (5,5%)    |
| Укупно            | 6.595         | 6.215         |